# ヴェルブンコシュ
ヴェルブンコシュ（verbunkos [ˈvɛrbuŋkoʃ]）は、18世紀の終わりから19世紀の中葉にかけ、ハンガリーで展開したダンス音楽の一スタイル。ハンガリーの音楽史のうち、1780年から1830年にかけての時期をヴェルブンコシュ期と呼ぶ。
募兵活動で使われた男性のダンス・ヴェルブンクを基礎とする。
ハンガリー音楽がすでにそうであるように、ヴェルブンコシュ音楽も歴史的な多くの要素の複合の中で生まれた。たとえばヴェルブンコシュ音楽に使われている旋律要素の起源を辿って行くと、ハンガリー民俗器楽音楽の伝統的要素の他、イスラム世界・中近東諸民族・バルカンの要素、スラブ諸民族の要素、ルーマニアの要素、更にウィーン、イタリアの要素などを見い出せる。